# El gran robatori
El gran robatori (títol original en anglès: The Great Bank Robbery) és una pel·lícula estatunidenca dirigida per Hy Averback i produïda per la Warner Bros., estrenada el 1969. Ha estat doblada al català.

## Argument
Un fals sacerdot i una falsa germana que, acompanyats de falsos monjos, es troben enfrontats a altres malfactors quan intenten atracar un banc.

## Repartiment
- Zero Mostel: Reverend Pious Blue
- Kim Novak: Germana Lyda Kebanov
- Clint Walker: Ranger Ben Quick
- Claude Akins: Slade
- Sam Jaffe: Germà Lilac Bailey
- Mako: Agent Secret Fong
- Ruth Warrick: Sra. Applebee
- Grady Sutton: Reverend Simms